# گورستان دلک پیری
قبرستان دلک پیری در شهرستان ایرانشهر، بخش مرکزی، دهستان نایگون، ۸/۲ کیلومتری جنوب روستای اله آّباد نایگون واقع شده و این اثر در تاریخ ۲۶ اسفند ۱۳۸۷ با شمارهٔ ثبت ۲۵۹۲۴ به‌عنوان یکی از آثار ملی ایران به ثبت رسیده است.